# أوستويكة
أوستويكة (بالإنجليزية: Austwickia)‏ هو جنس بكتيريا من شعبة الشعاعيات يضم هذا الجنس نوع واحد هو (Austwickia chelonae)

## أصل التسمية
سمي هذا الجنس من البكتيريا نسبة إلى عالم النبات النيوزيلندي بيتر .ك.س. أوستويك.